# P-dioxanon
p-dioxanon (IUPAC-naam: 1,4-dioxaan-2-on), ook kortweg aangeduid met dioxanon, is een organische verbinding, verwant aan 1,4-dioxaan. Het voorvoegsel p- verwijst naar de 1,4-relatie van de zuurstofatomen in de ring, naar analogie met het substitutiepatroon in benzeenderivaten. p-dioxanon kan beschouwd worden als dioxaan waarin een methyleengroep is vervangen door een carbonylgroep, of als het lacton van 2-(2-hydroxyethoxy)-azijnzuur.

## Synthese
p-dioxanon kan onder andere bereid worden door de dehydrogenering van di-ethyleenglycol (DEG) met een koper/chroom-katalysator. Dit geeft een mengsel van dioxanon en ongereageerd DEG, waaruit men dioxanon kan afdestilleren. Maar in aanwezigheid van DEG polymeriseert p-dioxanon bij hogere temperaturen. Om dat te vermijden moet men een inhibitor toevoegen aan het mengsel. Benzylbromide of dibroommethylbenzeen kunnen hiervoor gebruikt worden.

## Toepassingen
Het polymeer van p-dioxanon, polydioxanon (naar de ouder naam van de verbinding poly(p-dioxanon) afgekort tot PPD) dat via ringopeningpolymerisatie wordt gevormd, is een thermoplastisch, biocompatibel en bio-absorbeerbaar materiaal. Het wordt gebruikt in biomedische toepassingen, zoals chirurgisch hechtmateriaal, prothesen, ligaturen enz. De vezel van PPD heeft een grote treksterkte en is tevens flexibel, en een monofilament van PPD is bruikbaar voor hechtingen. PPD breekt in het lichaam langzaam af in kleinere fragmenten door hydrolyse van de esterverbindingen in het polymeer.